# Antea (Messenia)
Antea (in greco antico: Άνθια?) era una polis dell'antica Grecia ubicata nella Messenia.

## Storia
Era una delle sette città messene, citate da Omero nell'Iliade, che vennero offerte da Agamennone ad Achille per smorzare la sua ira. Si dice, a titolo di epiteto omerico, che erano "prati esuberanti".
Pausania commentava che alcuni individuavano la città di Antea con quella di Turia. Strabone, in aggiunta alla condivisione di questa possibilità, scrisse che c'era un'altra possibilità che potesse identificarsi con Asine. Gli storici contemporanei considerano più probabile la prima ipotesi.
Antea fu anche la sposa di Preto di Tirinto.